# Булдачевская
Булдачевская — деревня в Тарногском районе Вологодской области.
Входит в состав Спасского сельского поселения, с точки зрения административно-территориального деления — в Нижнеспасский сельсовет.
Расстояние до районного центра Тарногского Городка по автодороге — 48 км, до центра муниципального образования Никифоровской по прямой — 9 км. Ближайшие населённые пункты — Овсянниковская, Макаровская, Барышевская, Анциферовская, Власьевская.
По данным переписи в 2002 году постоянного населения не было.